# Okuku (rivière)

La rivière Okuku  (en anglais : Okuku River) est un cours d’eau du nord de la région Canterbury de l’Île du Sud de la Nouvelle-Zélande.

## Géographie
Elle s’écoule de façon  prédominante vers le sud à partir de plusieurs sources dans et tout près de l’angle est de la chaîne  de ‘Puketeraki Range’ à l’ouest de  la ville de Waikari, s’écoulant à travers une gorge raide dans la chaîne d’’Okuku Range’ avant  de se déverser dans le fleuve Ashley à 20 km à l'est de la ville d’Oxford.